# Tanda de penals
Una tanda de penals és un mètode utilitzat en alguns esports per determinar un guanyador després d'un partit empatat. Les regles de les tandes varien segons els esports i fins i tot entre diferents competicions del mateix export. Tanmateix, la forma usual és l'alternança de tirs de penals, enfrontant un atacant d'un equip davant d'un porter del rival. L'equip guanyador és el que converteix més gols en un predeterminat nombre d'intents. Si marquen la mateixa quantitat de gols, usualment es realitzen les sèries necessàries d'un xut per equip fins a desempatar, cosa que és coneguda com a mort sobtada en alguns esports.

## Esports que utilitzen el mètode
- Futbol
- Waterpolo
- Hoquei sobre herba
- Hoquei sobre gel
- Cricket